# Chojnice
Chojnice (in casciubo Chònice, in tedesco Konitz) è una città polacca del distretto di Chojnice nel voivodato della Pomerania.
Ricopre una superficie di 21,05 km² e nel 2004 contava 39 670 abitanti.
La città fu fondata nel Medioevo.
Il giorno dello scoppio della seconda guerra mondiale, il 1º settembre 1939, la città fu attaccata dai tedeschi, in quel giorno fu combattuta una battaglia in difesa della città. Durante la seconda guerra mondiale, la città fu occupata dalla Germania.

## Monumenti storici
- Mura medievali con torri e la Porta di Człuchów (Brama Człuchowska), ora ospita il Museo Storico ed Etnografico (Muzeum Historyczno-Etnograficzne), gotico
- Basilica della Decollazione di San Giovanni Battista (Bazylika Ścięcia św. Jana Chrzciciela), gotico
- Chiesa dell'Annunciazione della Beata Vergine Maria (Kościół Zwiastowania Najświętszej Maryi Panny), barocco
- Liceum Ogólnokształcące im. Filomatów Chojnickich (liceo), scuola fondata nel 1622, barocco
- Ex chiesa agostiniana
- Municipio (Ratusz w Chojnicach)
- Capella del Sacro Cuore di Gesù (Kaplica Najświętszego Serca Pana Jezusa)
- Vecchie case

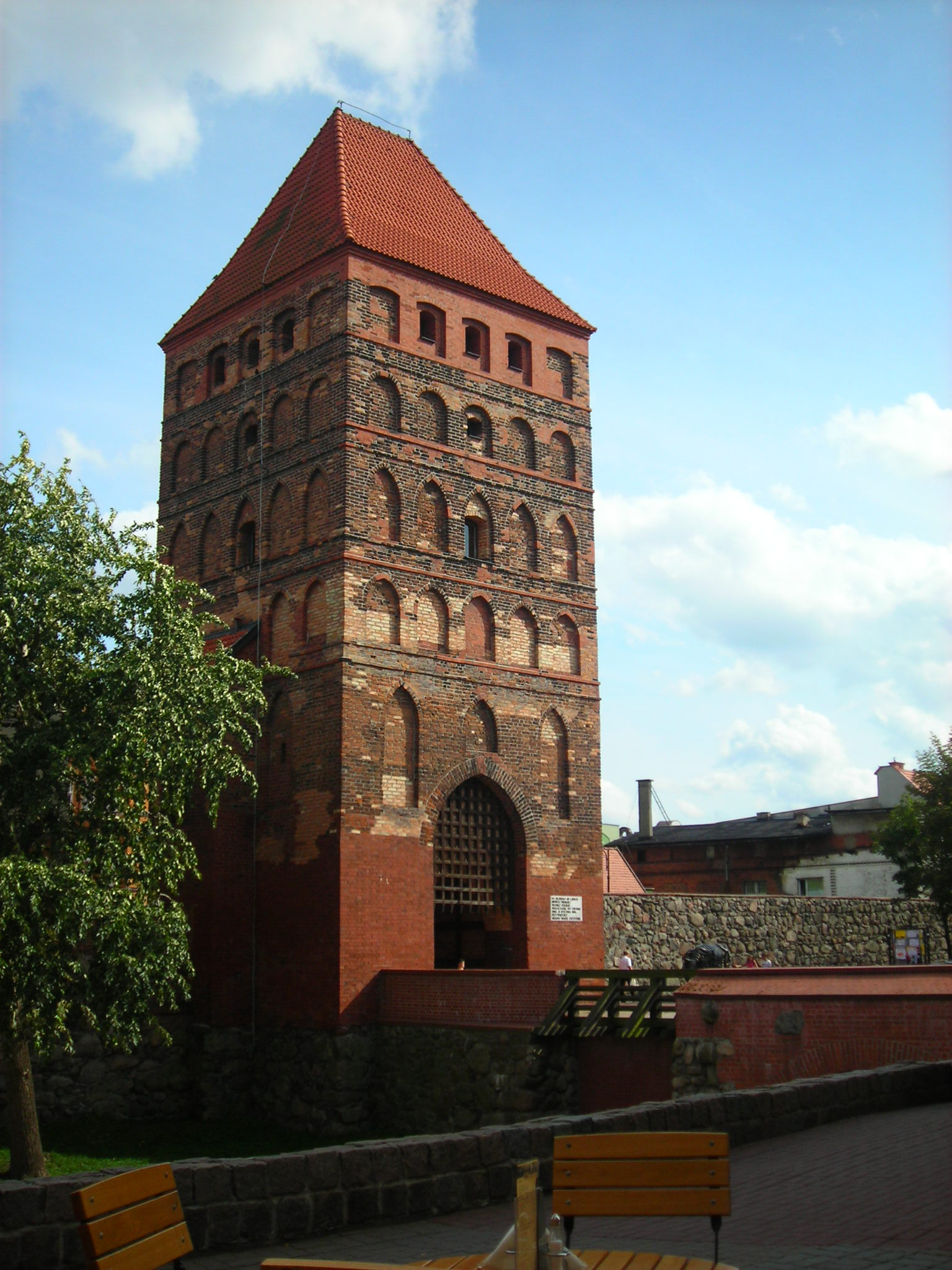
Porta di Człuchów
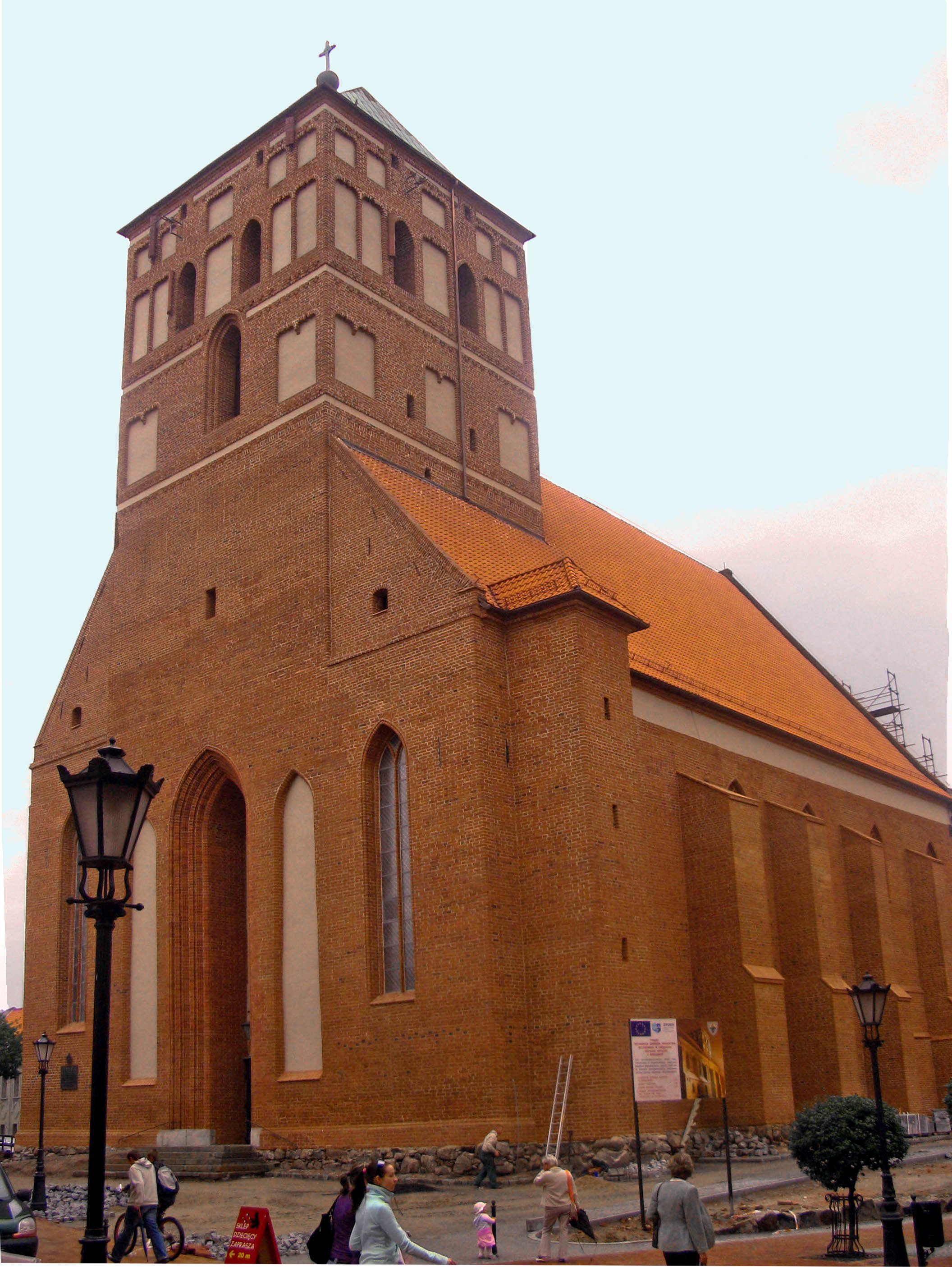
Basilica della Decollazione
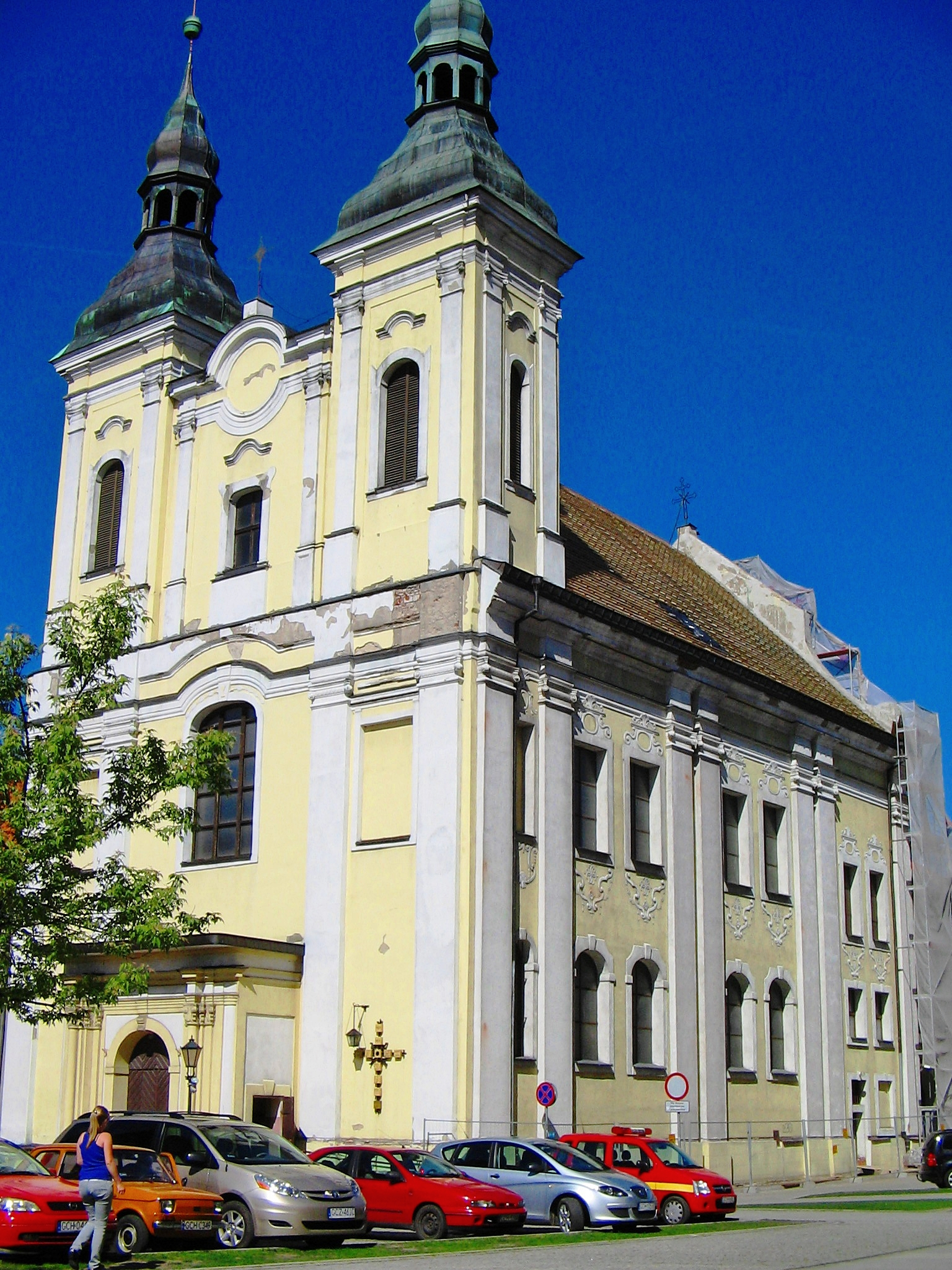
Chiesa dell'Annunciazione
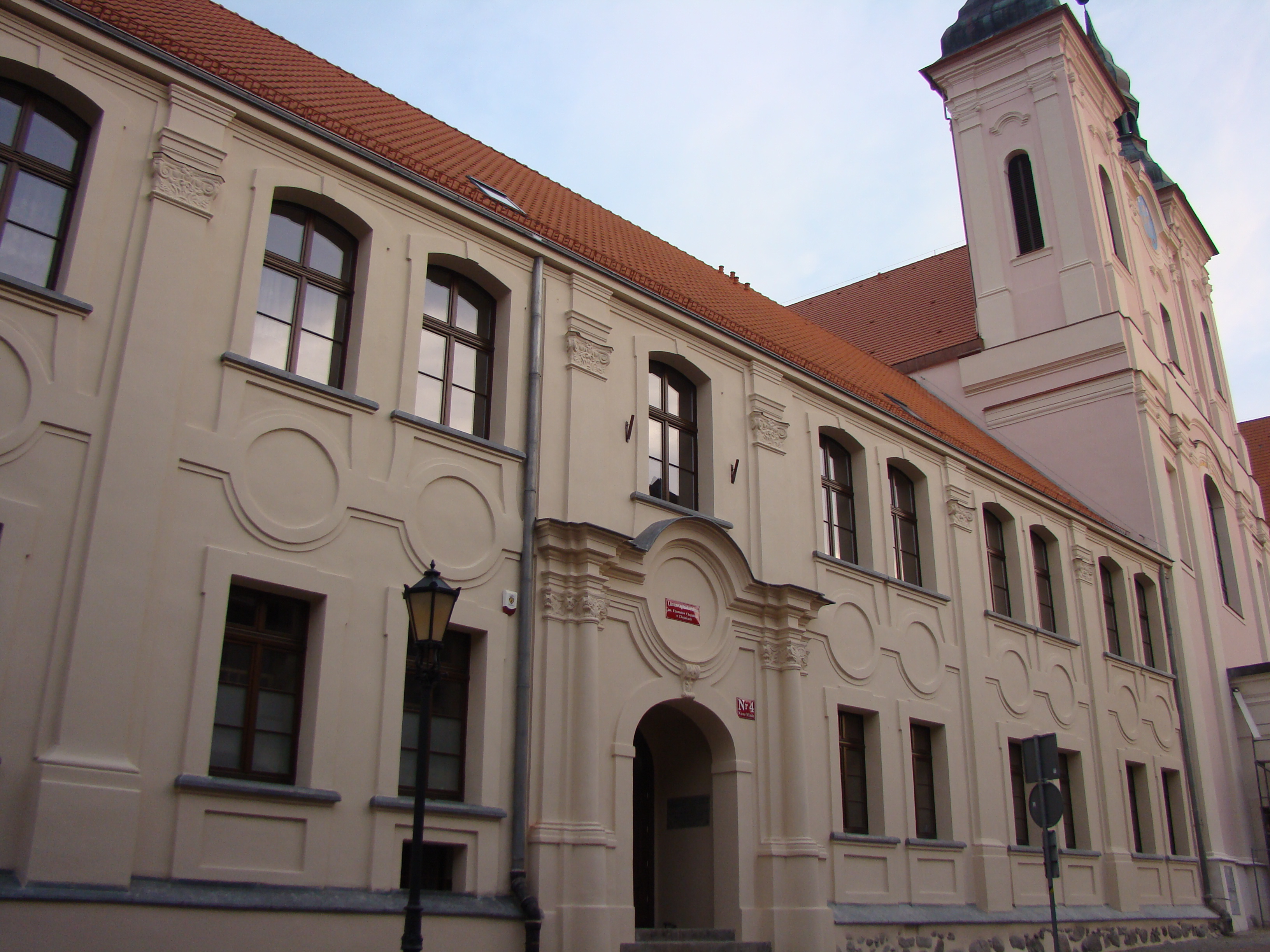
Liceum Ogólnokształcące
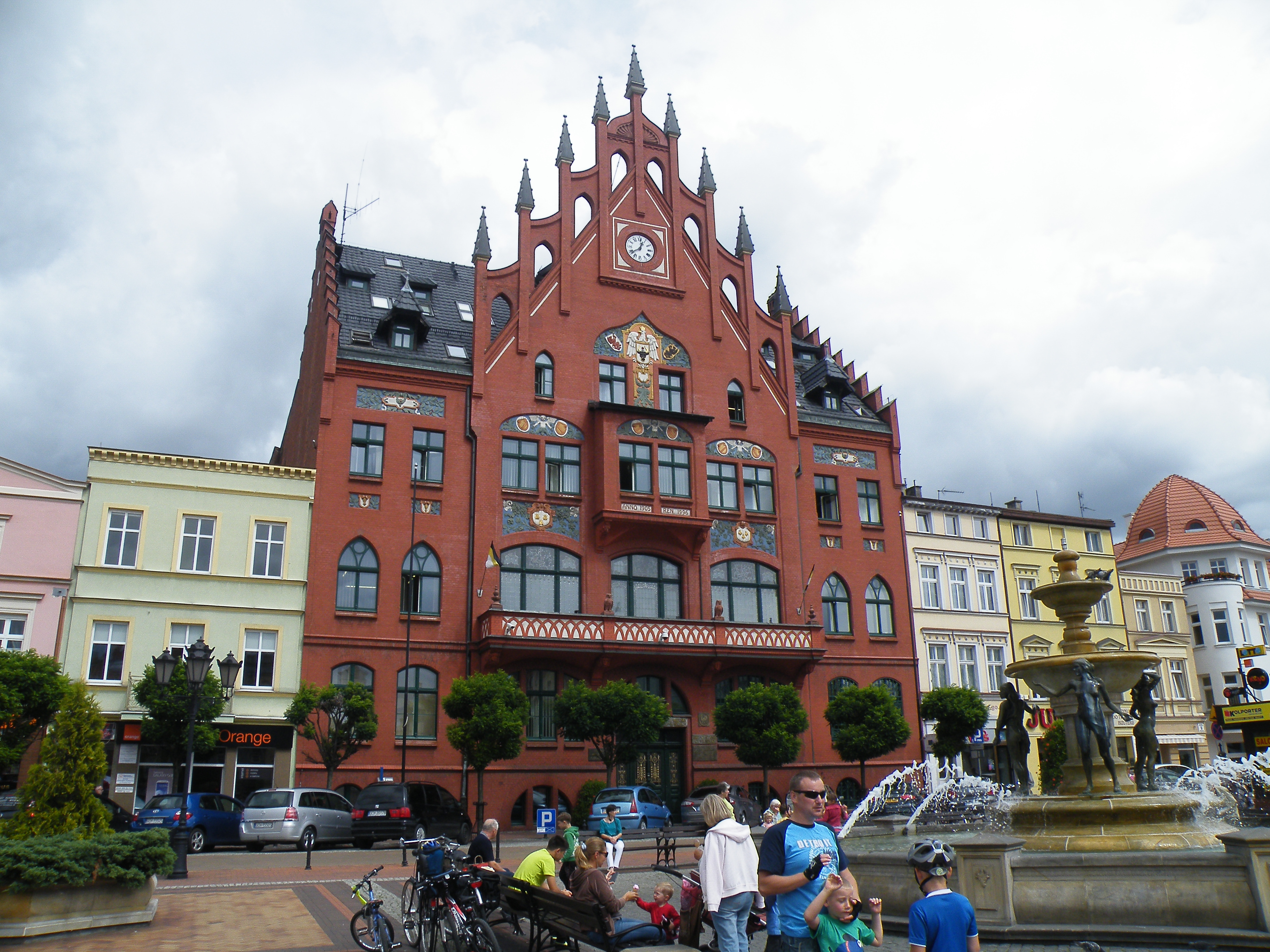
Municipio

## Sport
La più importante società calcistica è Chojniczanka Chojnice, fondata nel 1930.